# 浅野えみ
浅野 えみ（あさの えみ、1990年6月3日 - ）は、日本のタレント、元AV女優、ソフト・オン・デマンド元社員。2016年より、えみとん名義でタレント活動を行っている。

## 略歴・人物
旧芸名、浅野えみ。
2012年、ソフト・オン・デマンド入社。宣伝部に配属され桜井彩とともに広報活動を担当。
2013年にAVデビュー。第64回SOD大賞では特別賞、デビュー作は1万本達成賞を受賞。
2014年、SOD社員としては初めてスカパー!アダルト放送大賞2014女優賞･作品賞にノミネート。
同年11月、ソフト・オン・デマンドを退社。ブログも引っ越し、2015年以降はプライムエージェンシー所属のアイデアポケット専属AV女優となることを発表。
2015年7月17日、自身のブログでAV女優引退を発表。
2016年10月14日、Twitterにて、所属事務所退社と芸名を「えみとん」に変更した事を発表した。
趣味、料理と映画鑑賞。特技、ピアノと暗記。

## 出演作品

### アダルトビデオ
SODクリエイト専属期間※特記なき場合全てSODクリエイト
2013年
- 2012年度入社社員の中で一番カワイイ!!と誰もが認める新人女子社員 SOD 宣伝部 入社1年目 浅野えみ（22） 『私は絶対脱ぎません!!』と断言する新人女子社員の業務に6ヶ月完全密着!!仕事中に撮れた映像を勝手に緊急発売!!（2月7日）[8]
- SOD宣伝部 入社1年目 浅野えみ（22） AV出演（デビュー）!!（3月7日）[8]
- SOD宣伝部 入社2年目 浅野えみ（22） 『こんな浅野が見てみたい!!』リクエストに御応募頂き、誠にありがとうございます!!応募総数1000通!!から厳選したリクエストに業務中に応えさせましたっ!!（5月9日）
- SOD宣伝部 入社2年目 浅野えみ 絶対ナイショのプライベートに勝手にお邪魔◆ 業務時間外にも関わらず、浅野に入社以来最大に恥ずかしすぎる業務命令を下しましたっ!!（7月6日）
- SOD 宣伝部入社2年目 浅野えみ カラダの隅々までじっくり 性感帯開発プロジェクト（9月5日）
- SOD宣伝部 入社2年目 浅野えみ カメラの前で思いっきり感じた、初めての本気セックス 初めての顔面射精（11月9日）
- SOD女子社員 他部署で評判のウブで可愛い入社1年目の新卒3名が大抜擢!! 元制作部、原波瑠（はらはる）元総務部、河田結衣（かわだゆい）元経理部、坂上茜（さかがみあかね） 「初めまして、私達が新しいSOD宣伝部です」 SOD看板娘 Vol.1（12月19日）共演:桜井彩、原波瑠、河田結衣、坂上茜

2014年
- SOD宣伝部 入社2年目 浅野えみ ガチ童貞筆おろし研修（1月9日）
- SOD宣伝部 入社2年目 浅野えみ AV出演（デビュー）一周年記念作品 SOD社内「業務中ずーっとセックス」50挿入20発射ファン感謝祭＋AVデビューから現在までの6SEX入りベスト総集編2枚組（3月6日）
- SOD宣伝部 浅野えみ×原波瑠×河田結衣｢私達一肌脱ぎます｣SOD看板娘 Vol.4（3月20日）共演:原波瑠、河田結衣 ほか
- SOD女子社員 入社3年目 浅野えみ 「決意」（5月10日）
- SOD女子社員 第30回 王様ゲームW（5月10日）共演:ミュウ ほか
- 息子なら母姉妹の裸当ててみて！家族＋叔母の家族でオール近親相姦7Pスペシャル（5月10日、ROCKET）共演:倖田李梨
- 古川いおり×浅野えみ 超絶頂!ダブル激イキッ!ダブル潮吹き天国（7月10日）共演:古川いおり
- 古川いおり×浅野えみ 性感エステ超フルコース!二輪車 ダブル サービス満載!濃密ご奉仕スペシャル!（8月7日）共演:古川いおり
- SOD宣伝部 入社3年目 浅野えみ 「死ぬほどSEX」（9月6日）
- SOD女子社員 宣伝部 入社3年目 浅野えみ 退社 ファンの皆様へ 突然の退職、お許しください。最後は超高級ソープ嬢、そして初体験の中出しに挑戦しました。私のケジメ、、よかったら見てください。（11月8日）

2015年
アイデアポケット専属期間 ※特記なき場合全てアイデアポケット
- 電撃転職!FIRST IDEAPOCKET もっといろんなSEXがしたくてAV女優に転職致しました。（1月19日）
- セックス大好き浅野えみが一週間のハメ禁オナ禁を解禁して挑む理性が吹き飛ぶ愛のない発情ケダモノSEX（2月19日）
- 恥さらし ワタシの中の恥ずかし過ぎる願望（3月19日）
- 100人斬り（4月19日）
- あなた、許して…。 官能小説のように（6月7日、アタッカーズ）
- 7コス みんなお待たせ!豪華淫乱!空前絶頂!えみとん★コスプレパコパコ祭り!（7月19日）
- ほほえみ返し 浅野えみ完全引退作 えみとんは普通の女の子に戻ります。（8月19日）

2016年
- ごぶさたです。浅野えみPERFECT BEST8時間（1月19日）※単体総集編

### イメージビデオ
- Emi SOD女子社員の出向!?（2013年11月7日、グラッツコーポレーション）※イメージ作品、Blu-ray同時発売
- Emi2 クロウトエロス（2015年4月9日、グラッツコーポレーション）※イメージ作品、Blu-ray同時発売
- Emi3 エロスマイル（2015年6月4日、グラッツコーポレーション）※イメージ作品、Blu-ray同時発売
- 浅野えみはオレのカノジョ。（2015年9月25日、GARDEN）※イメージ作品
- Emi4 素顔のままで（2015年11月5日、グラッツコーポレーション）※イメージ作品、Blu-ray同時発売
- Emi5 いつでも笑みを（2016年1月7日、グラッツコーポレーション）※イメージ作品、Blu-ray同時発売

## 出演

### テレビ
- 徳井義実のチャックおろさせて〜や 夏の催し（2013年7月20日、BSスカパー!）共演:徳井義実、小原春香、中川貴志（ランディーズ）、すっちー、レイザーラモンRG、桜木凛、二階堂あい、神谷まゆ、波多野結衣、美泉咲、神咲詩織、吉川あいみ、松本メイ
- 徳井義実のチャックおろさせて〜や 1周年の催し（2014年3月29日0時-2時、BSスカパー!）共演:徳井義実、吉木りさ、中川貴志、すっちー、レイザーラモンRG、波多野結衣、桜木凛、吉川あいみ、初美沙希
- チャンネル生回転TV Midnightザップ!（2015年2月20日0時-2時、BSスカパー!）共演:中嶋美和子、中村愛、立花亜野芽

### 書籍

#### 雑誌
- エンタテインメントダッシュ 4月号 (2013年03月15日、晋遊舎）
- 月刊DMM 2015年03月号（2015年1月22日、ジーオーティー）
- ズバ王 2015年03月号（2015年2月10日、ジーオーティー）※表紙・巻頭グラビア
- 週刊実話 2015年4月16日号 No.15（2015年4月2日、日本ジャーナル出版）
- 週刊アサヒ芸能 2015年4月23日号（2015年4月14日、徳間書店）
- 週刊アサヒ芸能 2015年4月30日号（2015年4月21日、徳間書店）
- 週刊大衆 5月11・18日号（2015年4月27日、双葉社）
- プレスタイルEX 2015年6月号（2015年4月27日、インフォメディア）
- 週刊プレイボーイ 2015年6月1日号（2015年5月18日、集英社）
- 月刊DMM 2015年07月号（2015年5月22日、ジーオーティー）

### Web配信
- デジグラ
- グラフィス
- PrimeTV
- きのう誰食べた?（2015年7月9日、ニコニコ生放送、Ustream、BUBKA、トイズハート）共演:大坪ケムタ、DJ急行

### Vシネマ
- 武田くノ一忍法伝 千代女（2015年10月2日、監督：かわさきひろゆき、スターボード）- 主演・千代女 役

### パチンコ
- CR豊丸とソフトオンデマンドの最新作（2016年11月、豊丸産業）[9]